# National Board of Review

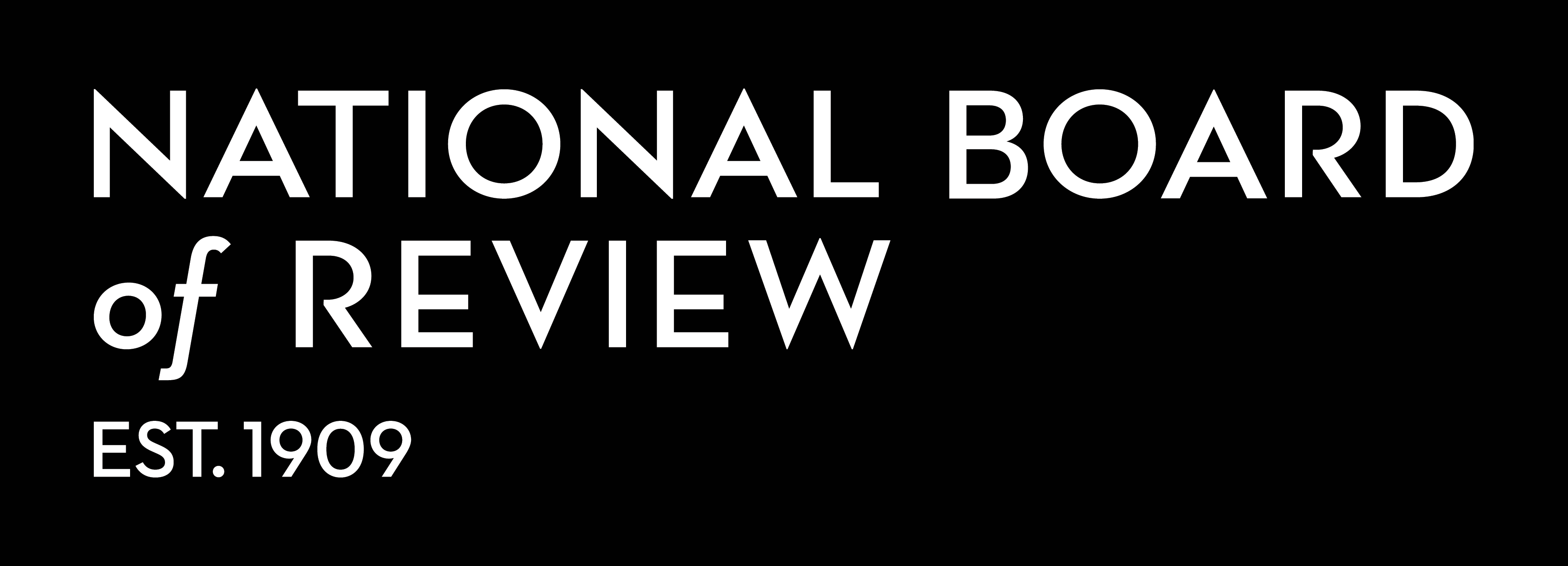
Logo National Board of Review

National Board of Review of Motion Pictures – organizacja non-profit zrzeszająca, jak sami siebie określają, entuzjastów filmów z Nowego Jorku i okolic. Nagrody National Board of Review, przyznawane zwykle na początku grudnia, są uważane za wczesną zapowiedź sezonu nagród filmowych, którego kulminacją są Oscary.

## Powstanie
National Board of Review, która jest obecnie prywatną organizacją entuzjastów filmu, ma swoje korzenie w 1909 roku, kiedy Charles Sprague Smith oraz inni właściciele kin i dystrybutorzy filmowi utworzyli New York Board of Motion Picture Censorship, w celu przedstawiania rekomendacji dotyczących kontrowersyjnych filmów radzie miejskiej. Szybko stała się znana jako Krajowa Rada Cenzury Filmowej. Aby uniknąć rządowej cenzury filmów, rada stała się nieoficjalną organizacją oceniającą nowe filmy, de facto instytucją cenzorską. Deklarowanym celem Rady było promowanie ważnych filmów i szerzenie nowej „sztuki ludu”, która zmieniała życie kulturalne Ameryki. W marcu 1916 r. organizacja zmieniła nazwę na National Board of Review of Motion Pictures, aby uniknąć kontrowersyjnego słowa „cenzura”.
Producenci filmowi przesyłali swoje dzieła do rady przed ich publikacją; zgadzali się na wycięcie każdego fragmentu materiału, który rada uznała za niewłaściwy, włącznie ze zniszczeniem całego filmu. Tysiące filmów było oznaczanych jako „Passed by the National Board of Review” („zatwierdzone przez...”) od 1916 do lat pięćdziesiątych XX wieku, kiedy to instytucja zaczęła tracić wsparcie finansowe oraz znaczenie w sprawach dotyczących cenzury filmowej, częściowo z powodu coraz większego znaczenia stowarzyszenia MPAA i stosowania Kodeksu Haysa.
W 1930 roku NBR była pierwszą grupą, która wybrała 10 najlepszych jej zdaniem filmów anglojęzycznych roku i najlepsze filmy zagraniczne, i nadal jest organizacją krytyczną, która jako pierwsza ogłasza swoje coroczne nagrody. W 1936 r. sekretarz rady Wilton A. Barrett stwierdził, że organizacja sprzeciwia się cenzurze prawnej dotyczącej wszelkich form filmu i uważa, że o wiele bardziej konstruktywne jest wybieranie lepszych filmów i zdjęć, oraz publikowanie list i zestawień.

## Publikacje
NBR wydawała liczne magazyny i publikacje: Film Program (1917–1926); Exceptional Photoplays (1920–1925); Photoplay Guide to Better Movies (1924–1926); National Board of Review Magazine (1926–1942); New Movies (1942–1949); oraz wydawany nieprzerwanie od 1950 magazyn Films in Review.
Oficjalny magazyn NBR wydawany był w różnych formach i pod różnymi nazwami. W 1950 roku magazyn zmienił nazwę z Screen Magazine i został wydany jako pierwszy numer Films in Review (ISSN 0015-1688) 1 lutego 1950. W 1997 Films in Review przestał być publikowany drukiem i jest dostępny wyłącznie w Internecie. Jest to najstarsza publikacja z recenzjami i komentarzami filmowymi w Stanach Zjednoczonych.

## Kontrowersje
Organizacja, która ogłasza swoje coroczne nagrody jako pierwsza już pod koniec roku, co może mieć wpływ na kolejne najważniejsze nagrody w przemyśle filmowym, jest nazywana kontrowersyjną i bywa krytykowana z powodu nieprzejrzystego składu oraz nieznanych procedur głosowania i wyboru najlepszych filmów. 